# Ozmánbük
Ozmánbük è un comune dell'Ungheria di 225 abitanti (dati 2001). È situato nella contea di Zala.